# Will Grohmann
Will Grohmann (Bautzen, 4 dicembre 1887 – Berlino, 6 maggio 1968) è stato un critico d'arte e storico dell'arte tedesco.

## Biografia
Compiuti gli studi tra Lipsia e Parigi, insegnò a Dresda, dove partecipò al gruppo espressionista della Secessione di Dresda e lavorò alla Gemäldegalerie Alte Meister. Nel 1933 fu licenziato da tutti gli uffici e scrisse con lo pseudonimo di Olaf Rydberg, mantenendo i contatti con i principali esponenti della cosiddetta Arte degenerata. Dopo la fine della guerra divenne rettore della Kunstgewerbeschule di Dresda per passare dopo pochi anni nella Germania occidentale, dove insegnò storia dell'arte all'Universität der Künste di Berlino-Charlottenburg. Considerato tra i promotori dell'arte astratta, fu nominato membro onorario del Museum of Modern Art di New York.

## Opere principali
- Wassily Kandinsky, Leipzig, Klinkhardt & Biermann, 1924
- Das Werk Ernst Ludwig Kirchners, München, K. Wolff, 1926
- Paul Klee, Paris, Éditions "Cahiers d'art, 1929
- Willi Baumeister, Paris, Gallimard, 1931
- Bildende Kunst und Architektur, Berlin, Suhrkamp, 1953
- Deutsche abstrakte Maler, Baden-Baden, Woldemar Klein, 1954
- Expressionisten, München, Kurt Desch, 1956
- Karl Schmidt-Rottluff, Stuttgart, Kohlhammer, 1956
- Neue Künst nach 1945, Köln, M. Dumont Schauberg, 1958
- Wassily Kandinsky: Leben und Werk, Köln, M. DuMont Schauberg, 1958
- Henry Moore, Berlin, Rembrandt Verlag, 1960
- Willi Baumeister: Leben und Werk, Köln, M. DuMont Schauberg, 1963
- Der maler Paul Klee, Köln, M. DuMont Schauberg, 1977

### Traduzioni italiane
- Paul Klee, Firenze, Sansoni, 1954
- Wassili Kandinsky: la vita e l'opera, Milano, Il Saggiatore, 1958. Premio Viareggio 1959 per l'opera straniera
- Henry Moore, Milano, Il Saggiatore, 1960
- Paul Klee,	Milano, Garzanti, 1991